# Helina latiscissa
Helina latiscissa este o specie de muște din genul Helina, familia Muscidae, descrisă de Xue în anul 1992.
Este endemică în Liaoning. Conform Catalogue of Life specia Helina latiscissa nu are subspecii cunoscute.